# Паббаджа
Паббаджа (пали pabbajjā, санскр. pravrajya) — буквально означает «идти вперед» и относится к тому моменту, когда домохозяин покидает дом, чтобы начать вести жизнь буддийского отшельника среди общины бхикшу (полностью посвящённых монахов). Это обычно включает в себя предварительное посвящение в качестве новичка (м. Саманера, ж. Саманери ). Иногда это называют «низшим посвящением». По истечении некоторого периода времени или когда новичку исполняется 20 лет, новичку можно пройти обряд посвящения упасампаду (или «высшего посвящения»), посредством которого он становится монахом (бхиккху) или монахиней (бхикхуни). В некоторых традиционных странах Тхеравады, таких как Мьянма, мальчики проходят паббаджу (Шинбуи ) в возрасте полового созревания. В странах Махаяны, таких как Китай и Япония, паббадже предшествует испытательный срок. 